# Lehultasjön
Lehultasjön är en sjö i Hässleholms kommun i Skåne och ingår i Helge ås huvudavrinningsområde. Sjön är 2,2 meter djup, har en yta på 0,268 kvadratkilometer och är belägen 101 meter över havet. Vid provfiske har bland annat abborre, braxen, gers och gädda fångats i sjön.

## Delavrinningsområde
Lehultasjön ingår i det delavrinningsområde (624856-136789) som SMHI kallar för Utloppet av Vittsjön. Medelhöjden är 109 meter över havet och ytan är 16,61 kvadratkilometer. Räknas de 6 avrinningsområdena uppströms in blir den ackumulerade arean 139,22 kvadratkilometer. Vieån (Osbäcken) som avvattnar avrinningsområdet har biflödesordning 2, vilket innebär att vattnet flödar genom totalt 2 vattendrag innan det når havet efter 103 kilometer. Avrinningsområdet består mestadels av skog (56 procent). Avrinningsområdet har 2,1 kvadratkilometer vattenytor vilket ger det en sjöprocent på 12,6 procent. Bebyggelsen i området täcker en yta av 1,54 kvadratkilometer eller 9 procent av avrinningsområdet.

## Fisk
Vid provfiske har följande fisk fångats i sjön:
- Abborre
- Braxen
- Gärs
- Gädda
- Karpfisk obestämd
- Mört
- Sarv